# 보그만
보그만(Borgman)은 덴마크에서 제작된 알렉스 반 바르메르담 감독의 2013년 스릴러 영화이다. 얀 비보엣 등이 주연으로 출연하였다.

## 출연

### 주연
- 얀 비보엣
- 헤드윅 미니스
- 제론 페시벌

### 조연
- 알렉스 반 바르메르담
- 톰 데비스펠라에레
- 사라 효르트 디트레브센
- 에바 반 드 위데벤
- 안넷 말헤르베
- 기니 베르보에츠
- 피에르 보크마
- 벤자민 보 래스무슨